# Creuer Giuseppe Garibaldi (1936)
El Giuseppe Garibaldi va ser un creuer lleuger de la Regia Marina, la segona i darrera unitat de la classe Duca degli Abruzzi. Va ser avarat per les drassanes Riuniti dell'Adriatico l'abril de 1936.
Després de participar en l'ocupació d'Albània l'abril de 1939, va ser assignat al 1er Esquadró de les forces de batalla italianes i va estar així present en els primers enfrontaments navals contra la Royal Navy al mar Mediterrani durant la Segona Guerra Mundial, sense aconseguir èxits particulars. Va sobreviure il·lesa a la nit de Tàrent i, a finals de març, va estar entre els vaixells italians implicats en la batalla del cap Matapan (30-31 de març de 1941), encara que va romandre al marge de l'acció principal. Malmès el juliol de 1941 per un torpede d'un submarí britànic, va ser recuperat a finals d'any i va ser desplegat en diverses operacions escortant combois dirigits al front nord-africà; també va servir en rotacions defensant el tràfic naval a les aigües gregues. Tornant a les aigües italianes a principis de 1943, al maig va ser traslladat a Gènova per escapar dels creixents atacs aeris angloamericans; aquí va rebre el 8 de setembre de 1943 per l'anunci de l'armistici entre Itàlia i els Aliats. Aleshores, el creuer va navegar amb l'esquadró centrat en el cuirassat Roma, sortint il·lès dels atacs aeris alemanys que van destruir la gran unitat i es va rendir als aliats a Malta; durant el període posterior de bel·ligerància entre Itàlia i els Aliats, el Garibaldi només va veure operacions modestes, servint també com a transport ràpid.
El Tractat de Pau de París de 1947 va confirmar a la recentment formada Marina Militare la possessió d'algunes de les unitats ex-reials, inclòs el Giuseppe Garibaldi . El creuer va ser modificat diverses vegades i, durant la dècada de 1950, es va decidir convertir-lo en un creuer de míssils: el llarg i complicat procés de transformació va concloure l'any 1961 a La Spezia, no sense crítiques. El Garibaldi es va convertir així en el primer creuer de míssils guiats a entrar en servei a la marina italiana i a una marina europea, però durant la dècada següent va exercir principalment funcions d'entrenament i representació. Desarmat el 1971 a causa de les retallades del pressupost de la Marina, es va plantejar seriosament la idea de convertir-lo en un vaixell museu; finalment es va donar de baixa quatre anys més tard i es va enviar a desballestament el 1978.

## Característiques

### Protecció i propulsió

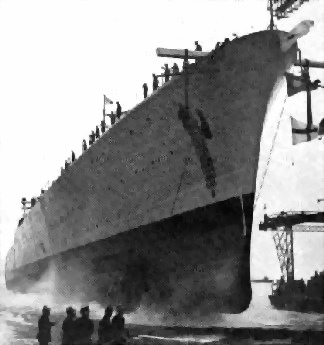
L'avarament de la nau

La unitat formava part de la classe Duca degli Abruzzi, l'última sèrie de creuers lleugers del tipus "Condottieri". Els vaixells d'aquesta classe presentaven un equilibri perfecte entre protecció, velocitat, navegabilitat i armament, gràcies a l'experiència adquirida amb la construcció de les classes anteriors; les millores introduïdes requerien un augment del desplaçament, que per a aquestes unitats superava les 9.000 tones a càrrega normal i les 11.100 tones a plena càrrega de combat, i un augment de les dimensions: la longitud total arribava als 187 metres com en l'anterior classe Duca d'Aosta, però a la classe Duca degli Abruzzi el buc tenia una amplada superior a un 1,9 metres i mig (1,9 metres i mig).
S'havia tingut especial cura en l'estudi de l'armadura. La protecció vertical constava de tres mampares, la primera de 30 mm d'acer al níquel-crom, la segona de 100 mm d'acer cementat (sistema Harvey) recolzada sobre un coixí de fusta amb funció d'absorció de cops, i una tercera mampara de 12 mm amb funció de protecció contra estelles. La protecció horitzontal constava de 40 mm per a la coberta de l'arma, mentre que l'esquema de protecció també indicava 10-15 mm d'acer per a la coberta principal (90 mm a la base de l'embut); un blindatge corbat de 100 mm de gruix protegia els pous principals de la torreta. El blindatge va assolir un pes total d'unes 2.131 tones, equivalent al 23% del desplaçament del vaixell: un valor gairebé igual al dels creuers pesats de la classe Zara, fet que va fer que el Duca d'Aosta fos més que adequat per a accions d'esquadra amb la flota de batalla.
La superestructura comptava amb dues xemeneies -relativament juntes- i dues catapultes, una a cada costat, que permetien l'embarcament de dos a quatre hidroavions de reconeixement marítim IMAM Ro.43, biplans de dues places amb flotador central i ales plegables capaços d'arribar a aproximadament 300  km/h i amb una autonomia d'aproximadament 1.000 km.
L'augment de dimensions i desplaçament va requerir un augment de la potència de la planta de motors, basat en màquines de vapor amb dues turbines tipus Belluzzo/Parsons accionades per vapor de vuit calderes de tub d'aigua tipus Yarrow/Regia Marina, amb dues calderes més que en les creacions anteriors de la sèrie "Condottieri". En aquestes calderes, alimentades amb gasoil , l'aigua circulava per tubs escalfats externament pels gasos de combustió, una configuració que aprofitava la calor que desprenen els cremadors, les parets de la caldera i els gasos d'escapament. La planta de motors proporcionava una potència màxima de 100.000 cavalls de força i permetia que el vaixell assoleixi una velocitat màxima de 33-34 nusos; durant les proves, el Garibaldi va assolir una velocitat de 34,78 nusos, però només amb un desplaçament de poc més de 8.600 t (unes 500 menys que l'estàndard i 2.500 menys que la plena càrrega). Els vaixells podien embarcar més de 1.600 tones de gasoil, la qual cosa donava una autonomia de 4.125 milles a una velocitat de 13 nusos i 1.900 milles a 31 nusos.

### Armament
L'armament principal  constava de deu canons Ansaldo Mod 1934 152/55, amb bressols independents i càrrega semiautomàtica,  instal·lats en quatre torretes: un bessó superposat a un triple al castell de proa i de la mateixa manera un bessó superposat a un triple de popa.
L'armament antiaeri principal estava format per vuit canons OTO de 100/47 mm en quatre complexos blindats, també útils per a tasques antinau, però que amb l'augment de la velocitat de l'aviació i amb les noves formes d'atac en picat es van mostrar insuficients per a la defensa aèria i van revelar una certa utilitat només en el foc de barrage; per superar aquests inconvenients, es va preparar un únic model complex 90/50 mm A-1938 amb muntura estabilitzada, que també estava destinat a armar la futura classe de creuers lleugers classe Costanzo Ciano.
L'armament antiaeri secundari original consistia en vuit canons automàtics Breda 37/54 mmen quatre muntures dobles i dotze metralladores pesades Breda Mod. 31 de 13,2/76 mm. El primer es va demostrar especialment útil contra els torpediners i, en general, contra objectius de baixa altitud, mentre que els segons van ser substituïts durant la guerra per un nombre igual de canons automàtics 20/70.
L'armament de torpedes constava de sis tubs de torpedes de 533 mm en dos conjunts triples, posteriorment retirats el 1945, i que es van col·locar a la coberta aproximadament a mig camí entre els dos embuts. Finalment, hi havia un armament antisubmarí format per dos llançadors de càrreges de profunditat , que en vaixells d'aquesta mida tenien una funció essencialment defensiva/dissuasiva.

## Servei operatiu

### Construcció i primeres missions
La configuració del creuer lleuger Giuseppe Garibaldi va tenir lloc el 28 de desembre de 1938 a la drassana "San Marco" de Trieste de la companyia Cantieri Riuniti dell'Adriatico; avarat el 21 d'abril de 1936, va ser lliurat a la Regia Marina el 20 de desembre de 1937 i porta el nom del condottiero i patriota Giuseppe Garibaldi, un dels protagonistes del Risorgimento. La bandera de batalla va ser lliurada el 13 de juny de 1938 per la ciutat de Palerm i la Federació Nacional de Voluntaris Garibaldi, després que el vaixell hagués participat a la desfilada naval al golf de Nàpols el 5 de maig en honor al canceller alemany Adolf Hitler, amb motiu de la seva visita a Itàlia.
La primera operació de guerra en la qual va participar la unitat va ser, l'abril de 1939, l'ocupació d'Albània: la Reggia Marina va desplegar un esquadró naval davant de la costa albanesa sota el comandament de l'almirall Arturo Riccardi, compost, a més del Garibaldi, dels creuers lleugers Luigi di Savoia Duca degli Abruzzi i Giovanni delle Bande Nere, les dues de la classe Conte di Cavour, de quatre creuers pessats classe Zara, de 13 destructors, 14 torpedineres i diversos vaixells de motor en els quals s'embarcaven un total d'aproximadament 11.300 homes, 130 tancs i diversos tipus de materials.
Malgrat l'impressionant desplegament de forces, l'acció dels vaixells italians contra els tímids intents de reacció dels albanesos es va limitar a només unes quantes salves disparades a Durazzo i Santi Quaranta; les forces italianes van trobar molt poca resistència i al cap de poc temps tota Albània estava sota control italià, amb el rei Zogú obligat a l'exili.

### 1940
En el moment de l'entrada d'Itàlia a la Segona Guerra Mundial el 10 de juny de 1940, el Garibaldi formava part de la VIII Divisió de Creuers de l'almirall Antonio Legnani, amb l'ensenya al seu vaixell bessó  Duca degli Abruzzi, part del I Esquadró amb seu a Tàrent. A les primeres hores de l'11 de juny les dues unitats, juntament amb la I Divisió de Creuers i els IX i XVI Esquadrons de Destructors, van salpar cap a la zona al sud de Creta, on el reconeixement aeri havia localitzat vaixells britànics; no obstant això, a les 09:00 del dia 12, el Garibaldi i totes les altres unitats van ser retirades, ja que el contacte s'havia perdut. El 7 de juliol va abandonar la base amb la resta de la formació per interceptar la flota britànica mediterrània situada a la costa de Calàbria. El 9 de juliol, sota el comandament del capità Stanislao Caraciotti, la unitat va participar en la batalla de Punta Stilo: la VIII Divisió va entrar en contacte balístic a una distància considerable de 20.000 metres amb els creuers de la Força Britànica A de l'almirall John Tovey, i durant el bombardeig, fragments d'obusos del Garibaldi van impactar en el HMS Neptune de la Royal Navy van danaynt-li la catapulta i l'hidroavió embarcat (aquest últim irreparablement). A les 15:31 el contacte entre els creuers va cessar per la intervenció dels seus respectius cuirassats. Havent arribat a Bengasi, la matinada del 19 de juliol la VIII Divisió de Creuers, juntament amb diversos destructors i torpeders, va sortir del port libi per escortar un comboi que dos dies després va arribar a Nàpols sense oposició.
Entre el 29 d'agost i el 5 de setembre de 1940, el Garibaldi va participar, amb bona part de les unitats de l'Esquadró I juntament amb d'altres amb sortida de Messina i Bríndisi, en una acció per contrarestar l'operació Barrets, una missió de subministrament de Royal a l'illa de Malta; l'acció va veure l'ús per primera vegada dels dos nous cuirassats italians de la classe Littorio (Vittorio Veneto i Littorio) però no es va establir cap contacte amb l'enemic també a causa d'una violenta tempesta, que va obligar els vaixells italians a tornar, ja que els destructors no van poder resistir el mar. El 29 de setembre següent, el Garibaldi va participar en una sortida de la flota amb l'objectiu d'atacar el comboi britànic MB 5, en direcció a Malta: les forces britàniques van ser atacades pels torpediners de la Regia Aeronautica, però aquesta vegada tampoc les forces navals de superfície italianes no van poder establir contacte i els britànics van completar la missió.
El Garibaldi va estar llavors present, amarrat al Mar Piccolo, als fets de la nit de Tàrent de l'11 al 12 de novembre de 1940, durant la qual els torpediners que enlairaven des del portaavions britànic HMS Illustrious que havien penetrat al golf de Tàrent van danyar seriosament els cuirassats Conte di Cavour, Duilio i Littorio. El mateix vespre de l'11 de novembre, alguns creuers i destructors britànics es van deslligar de la flota principal que es dirigia cap al golf de Tàrent i es va dirigir cap a l'estret d'Òtranto per interceptar el trànsit italià cap a Albània, enfonsant un comboi italià en direcció a Vlorë; després d'haver sortit il·lesos de l'atac britànic a Tàrent, els creuers Duca degli Abruzzi i Garibaldi amb els destructors dels VII i VIII Esquadrons van intentar perseguir la formació britànica, però no van poder establir contacte. En les setmanes següents, la VIII Divisió va patrullar amb freqüència l'estret d'Òtranto i va dur a terme alguns bombardeigs sobre posicions gregues a l'extrem sud-oest del front albanès.

### 1941
Després de ser traslladats a la base de Bríndisi l'1 de març, el Garibaldi i el Duca degli Abruzzi salparen el vespre del 26, acompanyats de la XVI Esquadra (Nicoloso da Recco, Emanuele Pessagno) per participar en la sortida massiva de la Reggia Marina a les aigües de la Mediterrània oriental; missió que va acabar amb la greu derrota patida a la batalla del cap Matapan: inicialment pensada per dur a terme una incursió al nord de Creta juntament amb la 1a Divisió de Creuers, van ser reassignats a l'acció principal a les aigües de Gaudo, però arribaren massa tard per participar en l'enfrontament. Després del torpedo del cuirassat Vittorio Veneto , els dos creuers es van deslligar al nord del grup principal per interceptar un possible atac dels torpeders des d'aquesta direcció.
Van tornar a Bríndisi sense problemes la tarda del 29 de març.

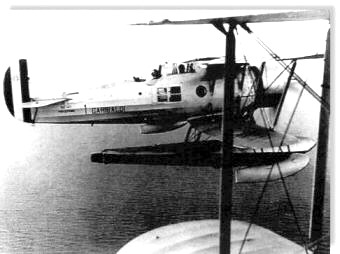
L'hidroavió de reconeixement IMAM Ro.43 va embarcar al Garibaldi, amb el nom del vaixell llegible a la cua

El 8 de maig següent, Garibaldi va participar en una acció per contrarestar l'operació Tigre, amb la qual els britànics, a través d'un comboi dirigit a Alexandria des de Gibraltar, pretenien subministrar tancs, avions i combustible a les seves forces dedicades a la campanya del nord d'Àfrica. Els britànics van evitar un enfrontament naval amb la flota italiana, que havia navegat per interceptar el comboi, però no va poder establir contacte, i així van aconseguir completar amb èxit la missió de reabastir les seves tropes a Egipte. El 28 de juliol, el Garibaldi , mentre navegava davant de la costa de Sicília prop de l'illa de Marettimo en un esquadró amb el creuer Raimondo Montecuccoli i dos destructors, va ser torpedinat pel submarí HMS Upholder:  el vaixell va llançar quatre torpedes, tres dels quals van ser evitats gràcies a l'oportí vigia del destructor Bersagliere}, però un va impactar en el creuer. Tot i agafar 700 tones d'aigua, el Garibaldi va romandre a flotació i va aconseguir arribar a Palerm, on després va ser traslladat a Nàpols per a les reparacions que van durar els quatre mesos següents.
El 20 de novembre el creuer es va trobar participant en una missió d'escorta: dos combois formats per un total de cinc vaixells de vapor i un vaixell cisterna van salpar de Nàpols, amb destinació a Bengasi, amb l'escorta llunyana de la III i VIII divisions de creuers i dotze destructors, mentre que altres dos destructors i dos torpeders formaven l'escorta directa. El 21 de novembre, un avió de reconeixement britànic va detectar la formació italiana al sud de l'estret de Messina i va dirigir alguns submarins cap a ella: després que el submarí HMS Utmost hagués torpedejat el Trieste , que, molt danyat, va aconseguir arribar a Messina l'endemà, i després que el Duca degli Abruzzi també hagués patit danys menors en un atac nocturn per part d'un bombarder britànic, el comboi va haver de retornar a Tàrent. El Garibaldi i dos destructors es van desplaçar per escortar el danyat Duca degli Abruzzi: la formació va ser atacada diverses vegades per avions britànics des de Malta, però cap de les unitats italianes va ser danyada.

### 1942
Del 3 al 5 de gener de 1942 el creuer va participar en l'operació M.43, destinada a portar tres combois a Líbia simultàniament sota la protecció directa i indirecta de la majoria de les forces navals; L'operació es va completar sense pèrdues, igual que la posterior operació V.5 al març durant la qual el Garibaldi va escortar a distància, juntament amb l'Eugenio di Savoia, un grup de tres combois dirigits a Trípoli. Entre el 2 i el 3 de maig el creuer es va traslladar a la base de Messina, però va tornar a Tàrent després del fort bombardeig del port de Messina que es va produir entre el 27 i el 28 de maig. Pocs dies més tard, el Garibaldi es va veure implicat en els esdeveniments de la batalla de mitjan juny: el 14, les unitats de la VIII Divisió de Creuers, composta per a l'ocasió del Garibaldi i el Duca d'Aosta, el vaixell insígnia de l'almirall Raffaele de Courten, salparen des de Tàrent amb el comandament de l'almirall Iachino, directa a interceptar un gran comboi britànic que es dirigia a Malta des d'Alexandria. No es va registrar cap contacte amb vaixells enemics i la flota d'Iachino va perdre el creuer Trento torpedinat per un submarí britànic, però la presència d'unitats italianes al mar va convèncer els britànics de cancel·lar la missió i cap càrrega va arribar a Malta.
El 2 de juliol següent el Garibaldi, amb el Duca degli Abruzzi, el Duca d'Aosta i els destructors Alpino, Bersagliere, Corazziere i Mitragliere, es va desplegar a Navarino al sud de Grècia per a la protecció del trànsit a l'est del mar Mediterrani. Durant els quatre mesos següents, aquesta formació va tenir l'encàrrec de vigilar els combois amb destinació als ports de Cirenaica, però mai no va participar en la batalla ja que les unitats de superfície de la  flota mediterrània no es van presentar. Entre el 9 i l'11 de novembre el creuer va ser traslladat primer a la base d'Augusta i després a Messina.

### 1943

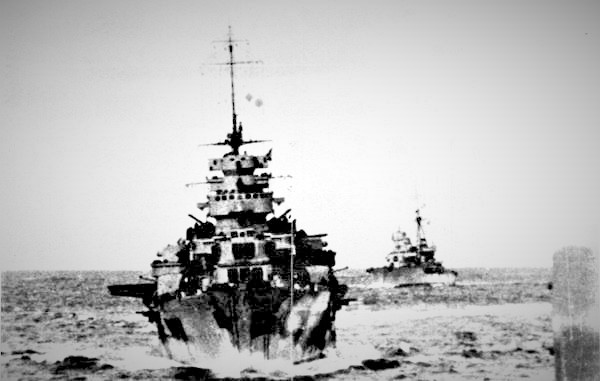
El Garibaldi a la navegació de guerra l'agost de 1943

El 31 de gener de 1943, mentre es trobava a Messina, el vaixell va rebre l'impacte de fragments de bomba durant un atac aeri al port, que va causar baixes a bord; entre el 3 i el 5 de maig el vaixell va ser traslladat a Gènova. A principis d'agost, l'almirall Giuseppe Fioravanzo, que havia assumit el comandament de la VIII Divisió el 14 de març, va rebre l'encàrrec de bombardejar Palerm, que havia caigut en mans de les tropes aliades uns dies abans: la missió va començar el vespre del 6 d'agost de 1943 quan l'almirall, amb la divisió formada pel Garibaldi i el Duca d'Aosta, va marxar cap a La Maddalena. Al vespre de l'endemà la Divisió va sortir de La Maddalena amb l'objectiu d'atacar els vaixells aliats ancorats a Palerm; tanmateix, el Garibaldi tenia problemes de motor i no podia assolir una velocitat de més de 28 nusos. Després que el reconeixement aeri va albirar vaixells desconeguts en ruta cap a la divisió, Fioravanzo, creient que hauria d'enfrontar-se a una força naval contrària en condicions de clara inferioritat, va abandonar la missió i va tornar a La Spezia a les 18:52 del 8 d'agost.
A les 17:00 del 9 d'agost, els dos creuers van sortir de La Spezia amb destinació a Gènova, escortats pels destructors Mitragliere, Carabiniere i Vincenzo Gioberti. La formació, mentre avançava amb el Mitragliere al capdavant, els dos creuers en línia al costat i el Carabiniere i el Gioberti, respectivament, a babor i estribord dels creuers, va ser emboscada al sud de Punta Mesco entre Monterosso i Levanto pel submarí britànic HMS Simoom que va llançar sis torpedes contra les unitats italianes, que van colpejar el Gioberti a popa que, partit en dos, s'enfonsà ràpidament. El Carabiniere va respondre llançant càrregues de profunditat que van danyar els tubs de torpede de popa del vaixell britànic, després de la qual cosa la formació va continuar cap a Gènova on va arribar al vespre.

### Armistici i cobel·ligerància
A la proclamació de l'armistici de Cassibile, el vaixell es trobava a Gènova, d'on va sortir aquell vespre juntament amb el Duca d'Aosta, el Duca degli Abruzzi i la torpedinera Libra per unir-se al grup naval que venia de La Spezia dirigit per l'almirall Carlo Bergamini, i després es va lliurar als aliats italians de Malta juntament amb les unitats navals de Tàrent vingudes de Malta. Durant la travessia, el cuirassat Roma, el vaixell insígnia de Bergamini, va rebre diversos impactes i va ser enfonsada la tarda del 9 de setembre davant de la costa d'Asinara per una bomba planadora Ruhrstahl SD 1400 llançada per un Dornier Do 217 de la Luftwaffe. L'almirall Romeo Oliva, amb la seva ensenya a l'Eugenio di Savoia, va prendre el comandament de la flota dirigida a Malta, i el grup va arribar a Malta l'11 de setembre, unint-se a les unitats procedents de Tàrent sota el comandament de l'almirall Alberto da Zara. Després d'haver-se aturat a Malta a l'espera de la definició de la situació italiana, entre el 4 i el 5 d'octubre els Garibaldi es van traslladar a Tàrent juntament amb la majoria dels vaixells italians que s'havien rendit als Aliats.
Durant la cobel·ligerància el creuer va ser desplegat a l'Atlàntic central, on va participar, juntament amb el Duca degli Abruzzi i el Duca d'Aosta , en accions de patrulla contra els violadors del bloqueig alemanys; el 18 de març de 1944 el Garibaldi va arribar a Freetown on els altres dos creuers estaven estacionats des del novembre anterior. El cicle operatiu del Garibaldi a l'Atlàntic va ser molt curt, ja que va ser reclamat a la seva terra natal el 23 de març, tornant a Tàrent el 3 d'abril després d'una parada a Gibraltar on es va embarcar un radar britànic per instal·lar-lo a l'arsenal. Al Al seu retorn a Itàlia, el creuer es va utilitzar per transportar tropes italianes a Sardenya i tropes angloamericanes a Egipte, el Marroc i Malta. Durant el període de cobel·ligerància el vaixell va ser repintat segons els estàndards en ús entre els aliats, amb un casc gris fosc i superestructures gris blau clar; Les principals modificacions al seu equip van incloure la instal·lació d'una matriu de radar tipus 286 o tipus 291 de fabricació britànica , amb una petita antena en forma de X al pal principal, i la instal·lació de dos canons de 100/47 mm en lloc dels llançatorpedes, per ser utilitzats per disparar obusos il·luminadors.
Des del juny de 1940 fins al setembre de 1943 el Garibaldi van participar en 51 missions de guerra, per un total de 24.047 milles recorregudes. Al final del conflicte, les milles recorregudes havien augmentat a prop de 50.000.

### Postguerra

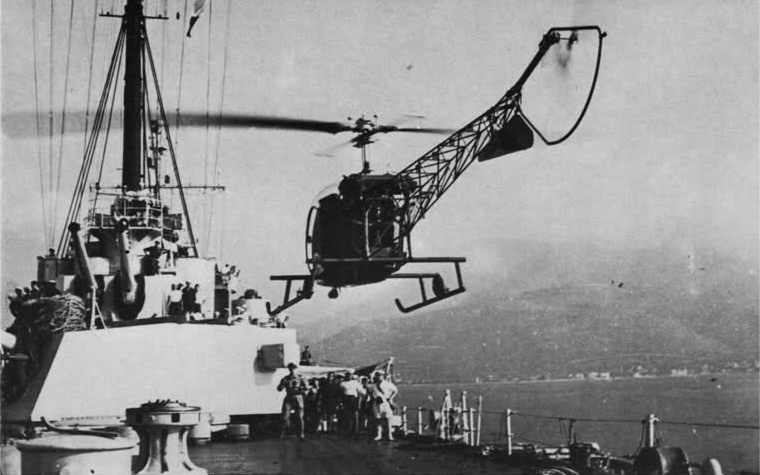
L'aterratge d'un Bell 47 a la coberta del Garibaldi durant els exercicis al golf de Gaeta

Juntament amb el seu bessó Duca degli Abruzzi, el Luigi Cadorna i el Montecuccoli, el  Garibaldi va constituir el complement dels creuers concedits a la Marina italiana per les clàusules del tractat de pau, tot i que el Cadorna va ser, tanmateix, donat de baixa de manera gairebé immediata, i el Montecuccoli va ser transformat en un vaixell de formació per als estudiants de l'Acadèmia Naval de Livorno.
El 1946 es van retirar els hidroavions i les catapultes del creuer i es va afegir un telèmetre de ràdio NSA 1 de fabricació britànica. Entre el 1947 i el 1948 el Garibaldi va sofrir obres de modernització, durant les quals es van fer petites modificacions a la superestructura; un radar americà SO 8 va aparèixer al pal de proa i un radar parabòlic SK 42 al pal principal, també adoptat pels creuers San Marco, Duca degli Abruzzi i San Giorgio; per col·locar aquest últim, es va baixar l'alçada de l'arbre També es van afegir l'any 1947 dos canons més de 100/47 mm per il "luminar, col·locats en la posició que abans ocupaven els llançatorpedes; l'armament secundari després del recondicionament es va configurar així amb deu canons de 152/55 mm, deu canons de 100/47 mm, dotze canons automàtics de 37/54 mm, quatre metralladores Oerlikon de 20/70 mm i quatre canons automàtics de 20/65 mm.

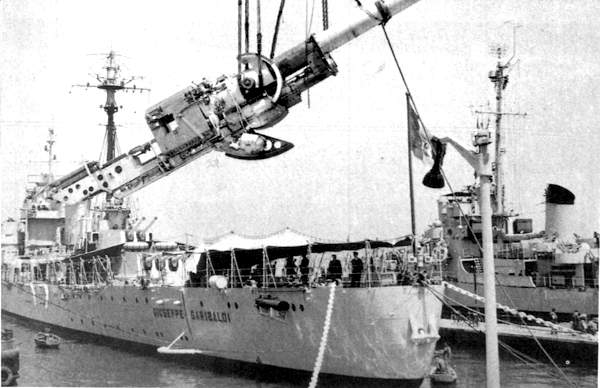
Desembarcament d'un canó 152/55 des del creuer durant els treballs de reconstrucció

Aleshores es va aixecar una plataforma d'helicòpter a bord de la unitat , des de la qual l'estiu de 1953 un aparell Bell 47 va realitzar una sèrie de proves d'aterratge i enlairament davant de la costa de Gaeta ; el resultat positiu de les proves va induir l'Armada a equipar-se amb unitats navals polivalents equipades amb helicòpters antisubmarins i els equipaments relacionats com una coberta de vol i hangars fixos o telescòpics, també davant la necessitat de contrarestar l'amenaça cada cop més concreta que representava la flota de submarins soviètics (els anys de la qual van fer aparèixer els vaixells de la base albanesa de Valona al Mediterrani). Més tard es van dur a terme més treballs sobre la torreta i l'equip de cerca electrònica, amb l'adopció d'un radar de navegació SO 13 model dels EUA, més tard substituït per un model italià produït per S.M.A., i un radar de recerca aèria, també dels Estats Units, la gran antena parabòlica del qual es va muntar al pal de popa.
Després de les obres de modernització, el Garibaldi va fer tasques insígnia per als grups navals italians, tenint l'oportunitat de participar en la important maniobra d'entrenament "Grand Slam" de les forces navals de l'OTAN. A la llum de l'estat de tensió diplomàtica entre Itàlia i Iugoslàvia per la divisió de l'anomenat "Territori Lliure de Trieste", l'agost de 1953 el Garibaldi i el Duca degli Abruzzi van ser desplegats a la zona de l'Alt Adriàtic com a part d'un grup naval italià preparat per si la disputa esclatés en una guerra oberta entre les dues nacions; el grup naval es va dissoldre el desembre següent a mesura que les tensions entre els dos estats es van reduir. El Garibaldi va ser posat en reserva l'abril de 1954, i al desembre va ser enviat a l'Arsenal Naval Naval de La Spezia per emprendre àmplies obres de modernització destinades a transformar la unitat en un creuer de míssils. Fins a l'any 1957 va ser sotmès a obres de desmantellament de tal manera que va quedar reduït al casc nu: es va desembarcar tota l'artilleria i l'equip de sensors, i les superestructures originals van ser totalment retirades. Els treballs de reconstrucció i transformació reals es van iniciar l'any 1957 i en aquest període, amb el Cadorna ja desafectat i el Montecuccoli acomplint principalment activitats d'entrenament, el Duca degli Abruzzi va continuar sent l'únic creuer que va dur a terme activitats d'esquadra, cobrint el paper de vaixell insígnia de la flota.

### La reconstrucció
L'origen de les obres de transformació del Garibaldi va ser degut a l'aparició, als anys 50, del míssil com a únic i necessari instrument de defensa de llarg i mitjà abast davant la constant i greu amenaça aèria que representaven els avions de nova generació cada cop més sofisticats contra els quals l'artilleria de bord ja no era apta. L'Armada, seguint l'exemple de la Marina dels Estats Units que el 1956 havia modificat l'armament de dos creuers classe Baltimore de la Segona Guerra Mundial equipant-los amb dos llançamíssils RIM-2 Terrier, va aprofitar les obres de modernització del creuer Garibaldi per convertir-lo en el primer llançamíssils italià experimental.

#### Casc i propulsió
L'obra va ser realitzada per l'Arsenal de La Spezia i finalitzada l'any 1961. El Garibaldi va assolir un desplaçament estàndard de 9.195 tones i 11.350 tones a plena càrrega, amb un calat mitjà de 6,7 metres. La reconstrucció va implicar parcialment el casc, que va conservar les seves dimensions originals, i tota la superestructura: es va dur a terme una transformació radical de l'estructura del pont i del conjunt pont/torre , a més de l'eliminació d'un dels dos embuts. Les modificacions del casc van concernir la popa, que va passar a ser del tipus mirall lleugerament inclinat, i el tancament de les obertures al lateral per permetre la instal·lació d'un sistema de defensa NBC, destinat a evitar la infiltració a l'interior del casc d'aire o aigua contaminada per agents externs; només quedava la fila superior de ports del castell de proa. La transformació va suposar la construcció d'un castell d'uns 90 metres de llarg comunicat cap a popa amb una gran caseta; les modificacions a l'estructura del casc van permetre augmentar el volum i millorar l'ajust hidrodinàmic del vaixell. Finalment, s'han dut a terme intervencions per millorar l'habitabilitat de la unitat, en particular la instal·lació d'un sistema de ventilació i aire condicionat (tot i que no a tots els espais interiors del casc) i una reorganització general dels allotjaments i zones comunes de la tripulació.
El sistema de propulsió incloïa dues calderes a la zona de popa, tot deixant inalterada la disposició de la resta de sales de màquines; eliminada una de les dues xemeneies calia modificar tant el traçat dels conductes d'escapament de les sis calderes restants com altres disposicions auxiliars i calia ampliar la base de l'única xemeneia que quedava; més tard, l'embut es va allargar per evitar que els fums interfereixin amb la matriu de sensors a bord. La potència es va reduir a 85.000 cavalls i la velocitat màxima a 30 nusos. També s'ha produït una reducció del consum de combustible, que ha fet arribar l'autonomia del vaixell a 4.500 milles nàutiques a una velocitat de 18 nusos, mentre que a conseqüència de les modificacions del casc i les diferents disposicions a bord, la dotació màxima de combustible va baixar a 1.700 tones. Per cobrir l'augment de les necessitats energètiques derivades de l'adopció de nous sistemes mecànics i electrònics, va ser necessari instal·lar quatre nous turboalternadors Tosi-Brown Boveri  i dos alternadors dièsel FIAT-Brown Boveri que generaven corrent altern a 440 volts per a una potència total de més de 4.000 kW (prou per a il·luminar una ciutat de 200.000 habitants).

#### Sensors i equips electrònics
L'electrònica principal s'allotjava principalment en dos grans pals de gelosia quadripode. El primer dels dos pilons, situat a la part superior del complex de la torre del pont i inspirat en el dels creuers de la classe Boston, albergava el radar de vigilància aèria d'exploració de freqüència tridimensional (FRESCAN) AN/SPS-39 (adoptat en tots els primers llançadors de míssils de l'OTAN), el radar bidimensional de vigilància aèria Westinghouse AN/SPS-6, i el radar de navegació SMA CFL3-C25. Al segon piló, situat a darrere de l'embut, es va col·locar el radar de recerca aèria Selenia Argos 5000 de fabricació italiana que, en condicions favorables, permetia detectar objectius a una distància de fins a 500 milles. El radar AN/SPS-39 era aleshores l'únic dispositiu naval tridimensional, excloent el tipus 984 britànic molt més pesat, que utilitzava una sola antena per obtenir dades relacionades amb l'altitud, el rang i el rumb de l'avió; per controlar la plataforma de l'antena del radar, el FRESCAN disposava d'estabilitzadors electrònics lleugers que asseguraven un funcionament continu i precís, independentment del rodatge i el pas del vaixel. El radar AN/SPS-6, construït en diverses versions per a la detecció aèria naval amb un abast de 250 quilòmetres, va ser el sistema que va determinar un punt d'inflexió decisiu cap a una estandardització i modernització del component radar de les unitats a la dècada de 1950, i a partir de 1954 va ser embarcat per totes les unitats, amb l'excepció del Garibaldi, que només va aparèixer al final de les obres de transformació.
La part superior de la coberta allotjavabergava els radars d'il·luminació i guia Sperry-RCA AN/SPG-55 que servien la plataforma de llançament Mk 9 Mod 1 del sistema Terrier. L'equip electrònic de la unitat es completava amb cinc direccions de foc estabilitzades, de producció italiana,de les quals se servia tota l'artilleria, amb els seus respectius radars: la direcció dels canons OTO/Ansaldo 135/45 es trobava a la part superior del pont i aquelles a les quals es servien els canons 76/62 es col·locaven en dos parells laterals i embuts al costat de la torreta del mateix pont. En particular, les direccions de tir situades a la torre, lateralment a la pilona, es diferencien de les altres tres per tenir dues antenes parabòliques en comptes d'una, ja que explotaven l'efecte Doppler. Les torretes individuals 76/62 es van agrupar en unitats de foc cadascuna de les quals constava d'una direcció de foc i dos canons; cadascun tenia el seu sector de vigilància i acció i podia intervenir fins i tot sense ordres del centre d'operacions si el seu propi radar era el primer a detectar la presència de l'enemic. Les torretes bessones de 135/45 mm i el seu control de foc, si no es dedicaven al foc antiaeri de mig abast, es van utilitzar per augmentar el foc al sector més perillós.
El "Centre d'Operacions de Combat", el cor del sistema de defensa i atac de la unitat, va processar els senyals rebuts dels radars, determinant el moviment dels objectius. La nau disposava d'un sistema automàtic de seguiment i representació general de la situació de l'aire, una sala de contramesures electròniques amb un Centre de Control d'Interferències Radio i un Centre d'Assignació de Designació d'Incendis (CADT), que processava automàticament les dades proporcionades pels sistemes de detecció, distribuint i assignant les armes de la millor manera, garantint un correcte enganxament dels objectius. Per a la defensa de les mines a bord hi havia un sistema de desmagnetització.

#### Armament estratègic
La part més significativa del treball del casc va concernir al final de la coberta, on es van instal·lar els pous de llançament de quatre míssils balístics UGM-27 Polaris estatunidencs: potencialment capaços d'estar equipats amb una ogiva nuclear, aquests míssils estaven destinats a proporcionar a l'Armada italiana una capacitat de dissuasió estratègica, que es podria augmentar encara més a través del programa posterior de producció de míssils balístics totalment nacionals Alfa, molt similar als Polaris.
La presència de pous de llançament de míssils tipus Polaris a bord del nou Garibaldi va tenir una gran importància tècnica. La fase experimental dels míssils a la dècada de 1950, com a continuació del desenvolupament dels construïts a Alemanya cap al final de la Segona Guerra Mundial, havia acabat a finals de la dècada i va fer possible l'ús de míssils balístics d'unitats de superfície, per contrarestar una amenaça vàlida contra objectius enemics a llarg abast. En aquest context, es van desenvolupar els míssils Polaris, la possibilitat que es poguessin portar en vaixells mercants es va preveure i estudiar. Els Estats Units havien dissenyat amb aquesta finalitat la "MLF de l'OTAN" (Multi Lateral Force), una força naval formada per 25 vaixells mercants de 18.000 tones, amb una velocitat de 20 nusos o més i una resistència de més de 100 dies, modificada per portar 200 míssils Polaris i dotada per tripulacions internacionals de l'OTAN. La solució va resultar tècnicament massa difícil d'adoptar, de manera que amb l'arribada de la propulsió nuclear a bord dels submarins aquest mitjà va ser escollit com a vector, menys interceptable però econòmicament molt més car. Els primers exemples de submarins de míssils balístics de propulsió nuclear estaven entrant en servei en aquest moment, i el primer llançament submergit d'un Polaris es va fer des de l'USS George Washington el 20 de juliol de 1960.
La Marina Militare, malgrat tot, estava fermament convençuda que el llançament dels míssils Polaris també es podia fer des de vaixells de superfície, amb solucions molt més convenients pel que fa als costos de construcció; l'oportunitat de les obres de transformació del Garibaldi es va aprofitar per fer executiu aquest projecte, que es va realitzar amb un cost equivalent a les despeses ocasionades per la compra d'un dels nous canons antiaeri de 76/62 mm. Aleshores, l'ús de submarins per llançar aquests míssils era motiu de dubte, mentre que el Garibaldi amb les seves estructures podia representar la solució tècnica del problema; les noves solucions adoptades per als pous de llançament dels míssils Polaris, molt més convenients des del punt de vista econòmic, van despertar molta curiositat per part de la Marina dels Estats Units, possiblement interessada a reprendre la idea.
Les estructures s'havien d'adaptar per suportar l'estrès termomecànic: de fet, mentre els míssils Polaris instal·lats als submarins es llançaven "en fred" (és a dir, expulsant el míssil mitjançant un raig d'aire comprimit abans de l'encesa del motor de la primera etapa), al Garibaldi els míssils s'haurien hagut de llançar "calent", és a dir, amb una càrrega d'explosió que requeria una explosió en l'espai. Els eixos de llançament, d'uns 8 metres d'eslora, tenien un diàmetre de 2 metres i les escotilles s'obrien girant cap a l'eix de simetria de la nau. El projecte d'ordenació de les quatre fosses de llançament del Polaris en una zona abans ocupada per dipòsits i cales amb finalitats diverses va ser supervisat pel llavors capità de navili Glicerio Azzoni, i va concernir tant les disposicions estructurals per al llançament com la col·locació de tots els sistemes i equipaments necessaris per a l'ús dels míssils, com els instruments de navegació i el complex d'unitats de computació. Aquests arranjaments es van situar en sales adjacents als pous, que es trobaven en gran part per sota de la línia de flotació, en una zona delimitada per mampares estanques i un triple fons, d'aproximadament 14 metres de llargada en total i dotada de protecció lateral.
Els treballs en el sistema de míssils van començar a principis de 1960 i van durar uns sis mesos. Després de les proves del pou, es van produir llançaments de simulacres inerts i llançaments de prova de maquetes autopropulsades, tant amb el vaixell aturat com en moviment. El primer llançament d'un simulacre va tenir lloc el 31 d'agost de 1963 al golf de La Spezia però, tot i que totes les proves havien donat resultats positius, els míssils mai van ser subministrats pels Estats Units: motius polítics (excessiva proliferació nuclear fins i tot entre aliats de l'OTAN) van impedir l'adquisició prevista i els pous es van utilitzar finalment com a dipòsits de materials. El programa per al desenvolupament d'un míssil balístic de fabricació italiana, l'Alfa, encara que es va dur a terme a partir de 1971 i va continuar fins al 1976 amb alguns llançaments de prototips al camp d'experimentació i entrenament conjunt de Salto di Quirra , finalment es va abandonar quan, sota la pressió dels Estats Units, Itàlia es va adherir al Tractat de No Proliferació Nuclear.

#### Armament balístic i de míssils

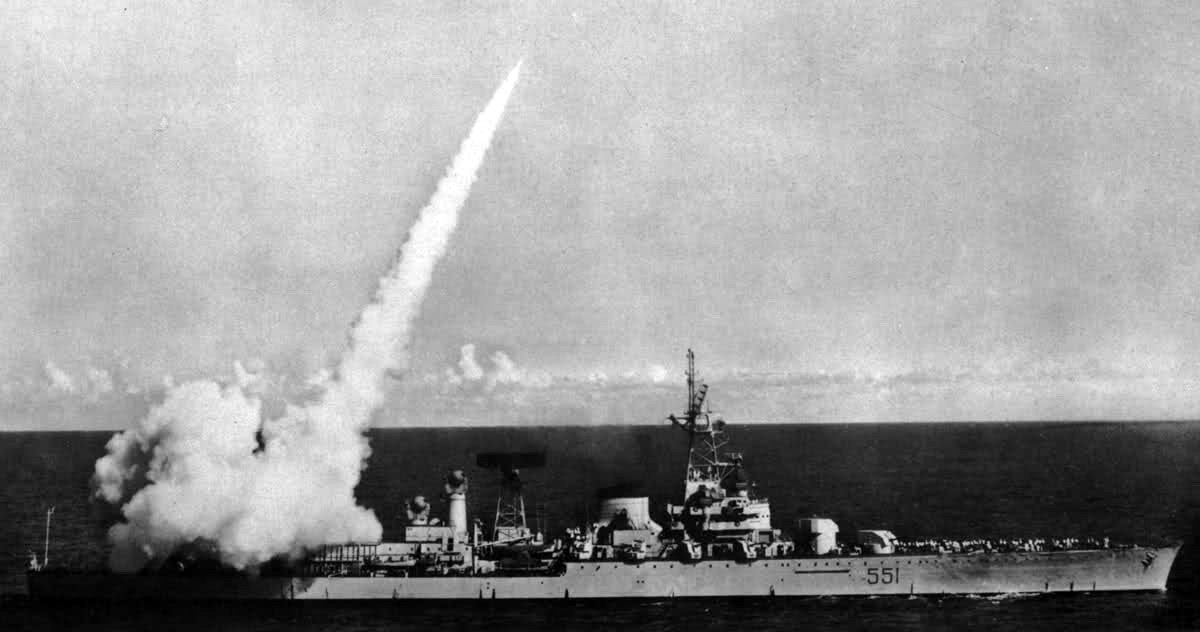
El primer llançament d'un míssil Terrier des del vaixell

També es va canviar radicalment la resta de l'armament del vaixell; en particular, la instal·lació a popa d'una rampa de llançament doble armada amb el sistema de míssils nord-americans RIM-2 Terrier va convertir Garibaldi en el primer creuer de míssils guiats a entrar en servei en una marina europea.
La defensa contra l'agressió aèria de mitjà i llarg abast es va confiar a un sistema de míssils capaç de llançar un parell de míssils de dues etapes, que es podien guiar simultàniament cap a dos objectius separats. Els míssils Terrier eren els millors de la seva categoria en aquell moment: concebuts com un míssil de defensa aèria per a vaixells de desplaçament mitjà-gran, el Terrier es va derivar del míssil terra-aire RIM-8 Talos. Per a la propulsió disposaven d'un booster d'acceleració, quatre grans aletes estabilitzadores i un coet, també de propulsor sòlid, a la part posterior; El míssil va assolir una velocitat bisònica i tenia un abast màxim de 32 quilòmetres. L'ogiva, d'uns 100 quilos de pes, era una ogiva de fragmentació col·locada més o menys a la meitat del míssil; el sistema de càrrega del llançador era totalment automàtic, permetent el llançament de dos míssils cada 20 segons. El sistema de llançament estava recolzat per un complex d'equipament electrònic: el radar Argos 5000 tenia la tasca de fixar-se a l'objectiu a llarg abast i després passar-lo al radar tridimensional AN/SPS-39, que establia la direcció, la distància i l'altitud amb més precisió; els dos sistemes de guia de míssils tenien la tasca de guiar el dispositiu al llarg del feix d'emissió electromagnètica fins que va colpejar l'objectiu. El sistema va ser gestionat pel Centre d'Operacions de Combat, mitjançant un procés d'adquisició i coordinació de dades.
El nou armament d'artilleria es basava en quatre canons de 135/45 mm en dues torretes bessones i vuit canons Oto Melara 76/62 MMI "Allargato" en muntures simples. Les torretes de calibre principal es van col·locar a la zona de proa, en substitució de les dues torres anteriors 152/55, mentre que els canons 76/62 es van col·locar, quatre a cada costat, als dos flancs del complex torre-embut. Els canons de 135 mm, que al Garibaldi estaven instal·lats en torretes totalment automatitzades, eren capaços d'un abast de 19,6 km i una cadencia de foc de 6 rondes per minut, però encara que capaços de trets molt precisos, no tenien una capacitat antiaèria satisfactòria, a part d'un bombardeig, a causa de la seva elevació que no superava els 45°. El canó MMI 76/62 era una arma antinau/antiaèria, amb un canó refrigerat per aigua i control elèctric i hidràulic amb un sistema d'emergència manual; el rang, que amb obusos explosius de 6.296 kg de pes va arribar als 18,4 km a una elevació de 45°, va baixar a 4 km a l'elevació màxima de 85°. La velocitat de travessa era de 70° per segon i la velocitat d'elevació era de 40° per segon. La torreta tenia cabuda a un membre de la tripulació. El canó era una evolució del model SMP 3 que s'havia portat a les corbetes de la classe Albatros.

### Tornada al servei

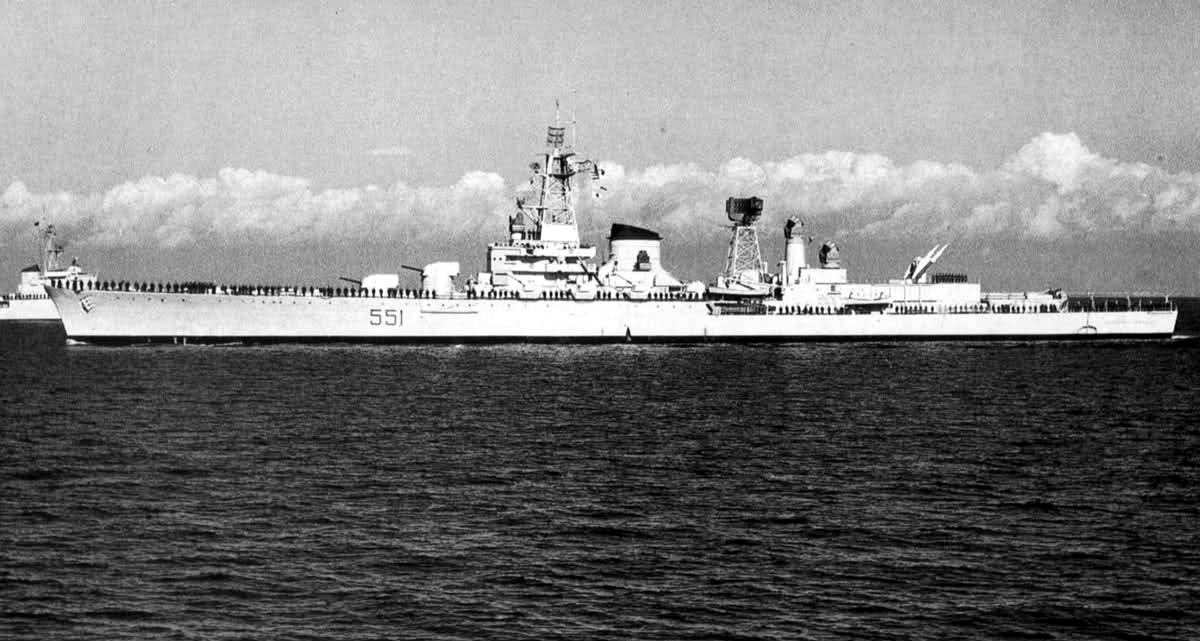
El Garibaldi arriba a Tàrent després de la reconstrucció

En acabar les obres de transformació, el Garibaldi va ser retornat a l'Armada el 3 de novembre de 1961, arribant a la seva base operativa a Tàrent el 5 de febrer de 1962. A principis de setembre de 1962, després d'una sèrie inicial de proves i proves realitzades a Itàlia, el Garibaldi va ser enviat als Estats Units per a un creuer representatiu i per a la finalització dels sistemes d'entrenament de míssils i la fase final. A principis de novembre el vaixell es va traslladar a San Juan de Puerto Rico per dur a terme llançaments d'armes reals al mar Carib, on l'11 de novembre de 1962 es van provar els primers míssils Terrier a San Juan.
Al seu retorn a Itàlia el 23 de desembre de 1962, el vaixell va passar a formar part integrant de la Flota Naval, tot i que immediatament després de la seva tornada al servei el 1963, va ser necessari seguir treballant per allargar l'únic embut que quedava, per evitar que els gasos d'escapament interferissin amb el nou equip electrònic amb què estava equipat; la part superior de l'embut, a més d'allargar-se, també s'inclinava amb l'adopció d'una caputxa per traslladar els escapaments cap a popa. La bandera de batalla va ser lliurada a Nàpols el 10 de juny de 1964, donada pel grup ANMI de Roma , que, amb un comboi de gairebé mil membres, es va dirigir a la ciutat napolitana per lliurar la bandera al comandant del vaixell, el capità Aldo Baldini; la cerimònia va comptar amb la presència del comandant en cap de la flota naval, l'almirall Alessandro Michelagnoli, i el subsecretari de Defensa, Natale Santero.
El Garibaldi va servir durant deu anys en la seva nova configuració, com a vaixell de comandament de l'Esquadra Naval, participant en diferents tipus d'activitats d'entrenament i representació a la Mediterrània i ultramar. El Garibaldi, al qual se li va assignar el número de matrícula "551", va passar a ocupar el paper de vaixell insígnia de l'Armada, assumint aquest paper del seu vaixell bessó Duca degli Abruzzi. El paper de vaixell insígnia de la flota seria ocupat, vint-i-quatre anys més tard, amb el mateix nom i el mateix número de matrícula, pel portaavions lleuger Giuseppe Garibaldi.

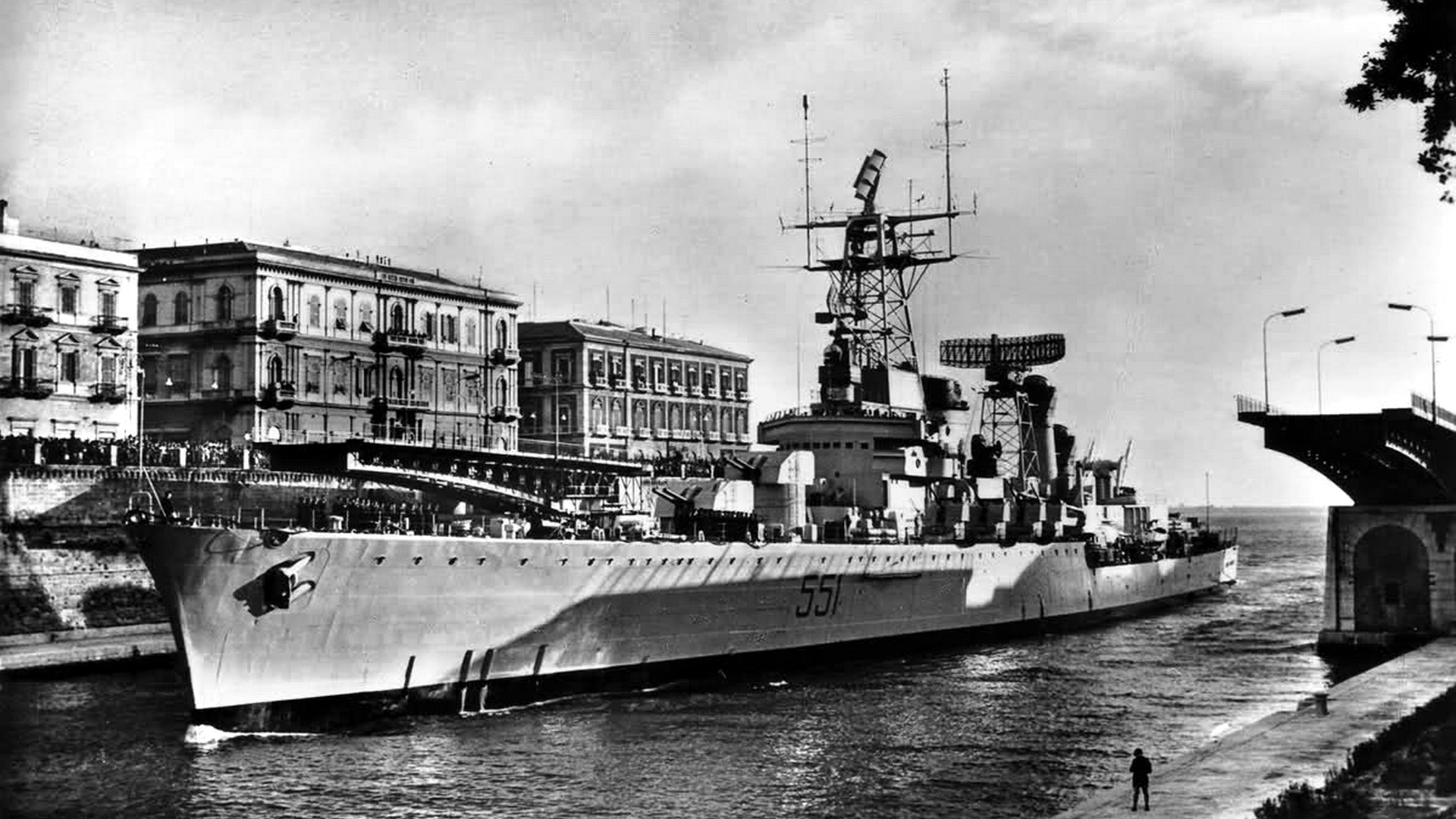
El Garibaldi en trànsit pel canal navegable de Tàrent

El Garibaldi va ser assignat al 2n Grup Naval d'Altura de la 2a Divisió Naval amb base a Tàrent. Entre finals de 1964 i 1965 el vaixell va fer uns treballs de manteniment durant els quals es va substituir l'antena del radar Argos 5000 per una de nova de disseny diferent i més lleuger, per tal de reduir la resistència al vent típica d'antenes de dimensions tan grans, i es va construir una caseta directament a la base de la torre de control.  Durant un altre cicle de treballs de manteniment, realitzat entre el 25 d'agost de 1966 i el 20 d'abril de 1967 a l'Arsenale della Spezia, el radar Microlambda SET-6B va ser substituït pel radar de navegació i descobriment de superfície MM/SPQ-2 amb un abast de 50 quilòmetres de producció italiana, es va modificar el trinquet, que consistia en una estructura més compacta i un quadripó dels punts d'interès per a l'alineació dels radars de guia de míssils per als Terriers es va traslladar des de l'extrema popa de la unitat a la zona terminal de la caseta que conté els pous per als Polaris.

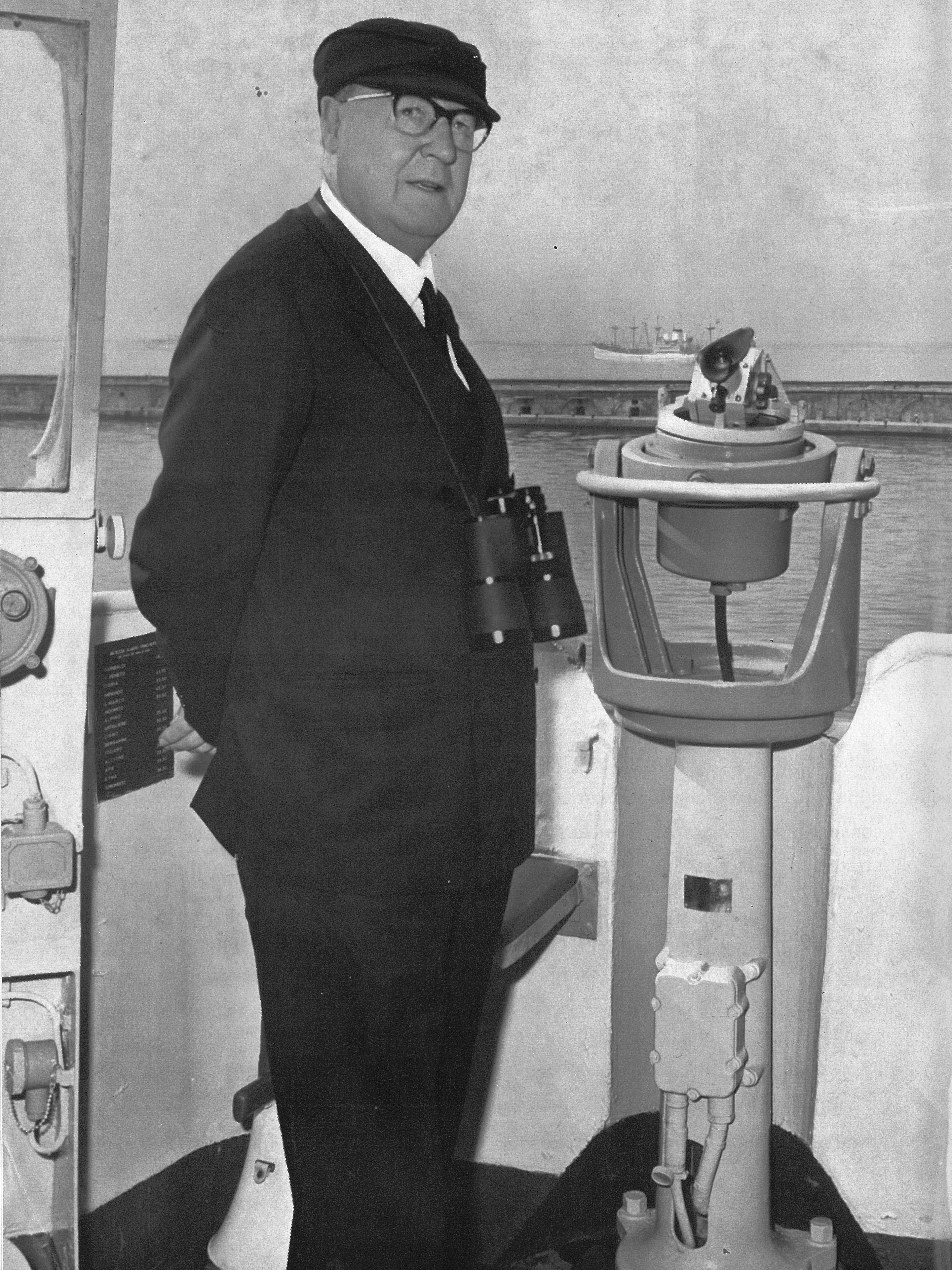
El president Saragat a bord de la revisió naval a Nàpols

El 4 de juny de 1968 la unitat va participar en la desfilada naval celebrada al golf de Nàpols en el marc de les celebracions del 50è aniversari de la victòria a la Primera Guerra Mundial, en la que va ser la desfilada naval més gran després de la Segona Guerra Mundial. En aquesta ocasió, el vaixell va acollir a bord el President de la República Giuseppe Saragat, acompanyat pel ministre de Defensa Roberto Tremelloni, el comandant en cap de la flota naval l'almirall Giuseppe Roselli Lorenzini, el president del Consell de Ministres Aldo Moro, el cap de l'Estat Major de la Defensa, el general Guido Vedovato, l' alt cap de la Marina italià i l'almirall Alessandro Michelagnoli, i altres figures político-militars italianes com de l'OTAN. Després d'haver sortit del port de Nàpols seguit del San Giorgio, on s'havien embarcat altres autoritats civils i militars i tots els agregats navals i militars estrangers acreditats al govern italià, durant la desfilada, el Garibaldi va navegar cap al golf a la vista de Procida, Ischia i el cap de Miseno, lliscant per la ruta de sortida a poca distància del Vittorio Veneto, destinat a convertir-se en el nou vaixell insígnia.

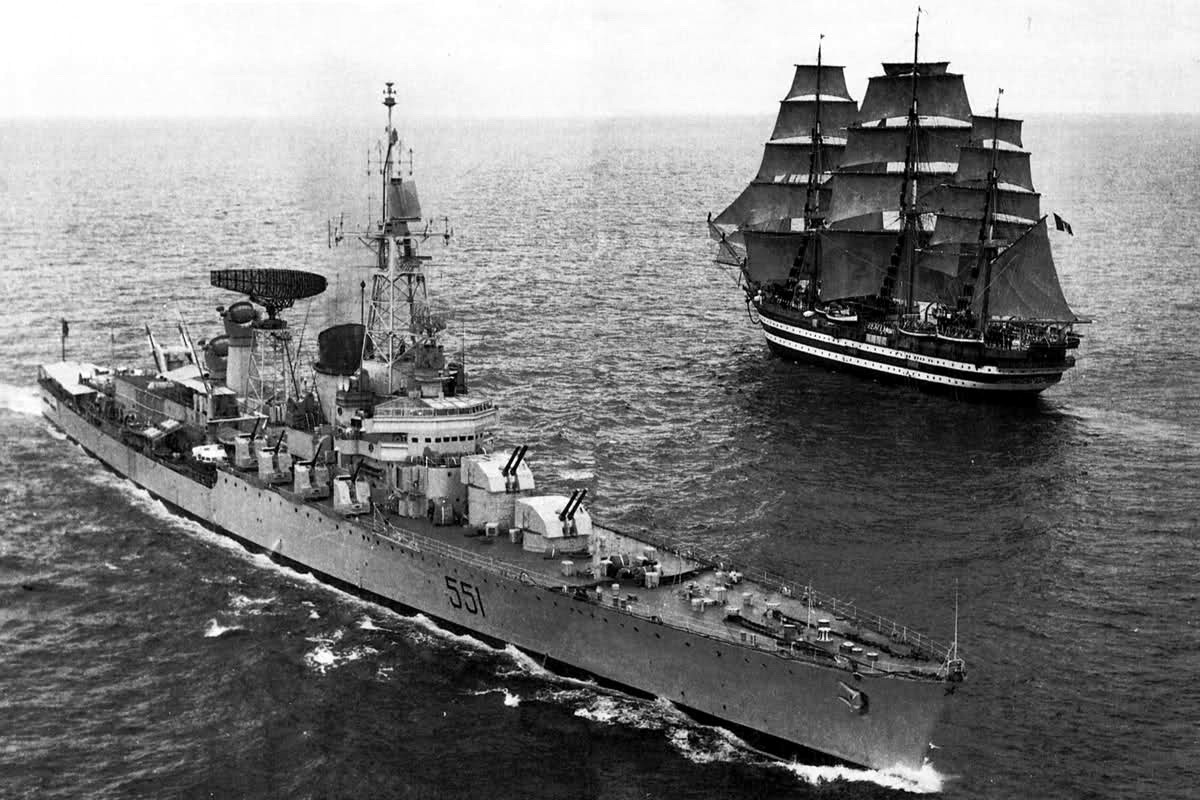
El Garibaldi i el Vespucci durant la desfilada naval al golf de Nàpols

El Garibaldi va ser donat de baixa el 20 de febrer de 1971, no tant per la seva edat com per motius econòmics que, a principis dels anys setanta, es van fer evidents d'una manera preocupant per al futur de la Marina italiana. El febrer de 1970, en una roda de premsa a bord del Garibaldi, l'aleshores comandant en cap de la flota naval, l'almirall Gino Birindelli, va denunciar la crisi en què es trobava immersa la Marina i l'estat de profund malestar moral i material en què es trobava el personal que hi operava. Les declaracions de Birindelli van despertar reaccions i posicions preses a tots els nivells i van portar la classe política a resoldre el problema dels salaris de manera salomònica, mantenint-lo dins dels límits del pressupost anual ordinari; com a conseqüència d'aquestes restriccions, el nou Cap d'Estat Major de l'Armada, l'almirall Virgilio Spigai, es va veure obligat, davant la continua escassetat financera, a retirar del servei els vaixells més antics i cars de mantenir, inclòs el creuer Garibaldi, només deu anys després del seu retorn al servei després de la seva conversió en un llançador de míssils.

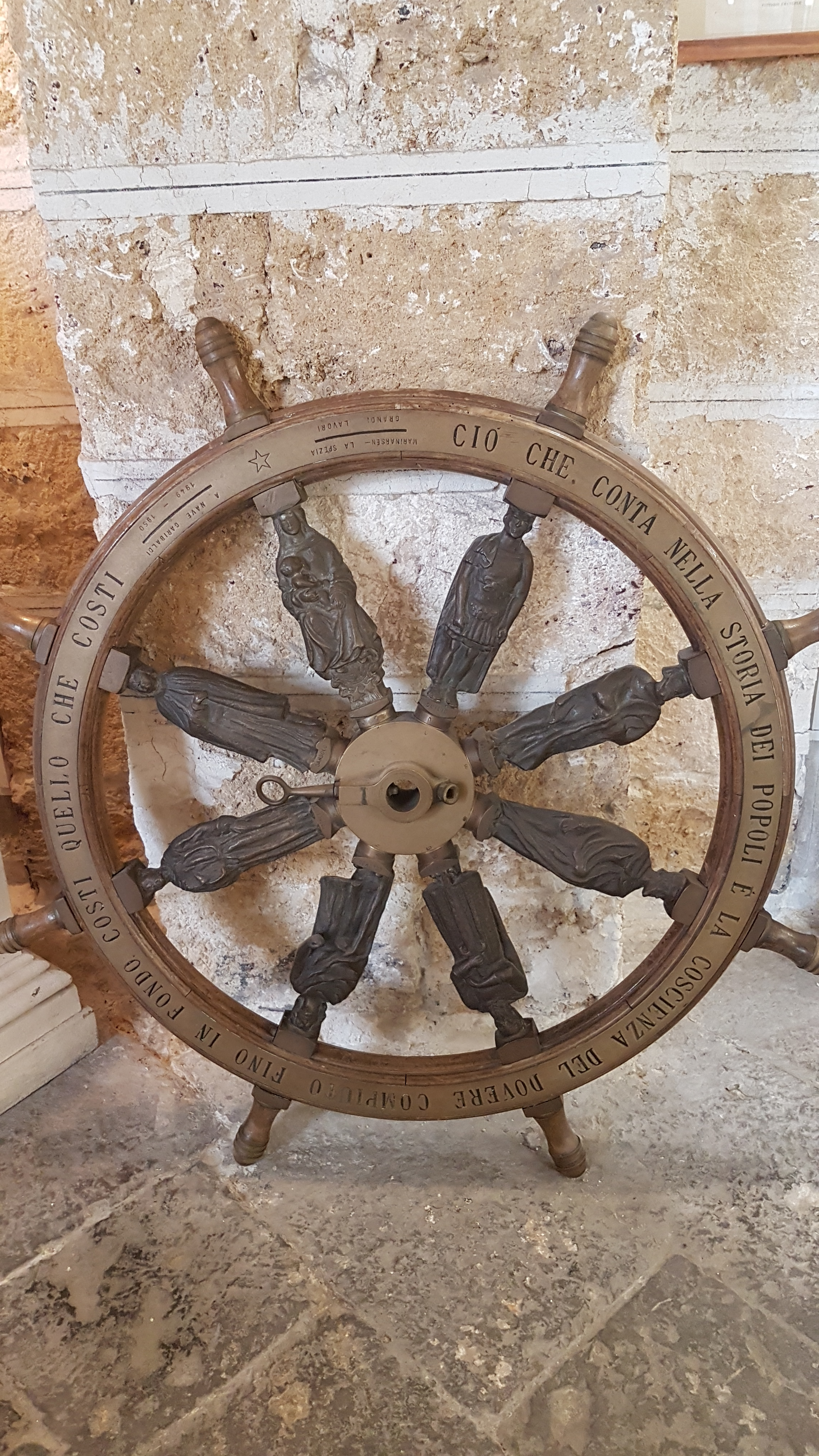
El timó de rodes del Garibaldi, conservat a l'Exposició Històrica de l'Arsenal de Tàrent

La reconstrucció del Garibaldi va resultar, segons molts crítics, ser inútil i costosa, sobretot a la llum del fracàs en l'ús dels míssils Polaris i, més tard, del seu desmantellament anticipat. Precisament pel seu breu segon servei, la unitat es trobava en les condicions adequades per ser utilitzada com a vaixell museu, tenint en compte també la seva gran història: a més d'haver participat en la Segona Guerra Mundial, havia estat el primer creuer de míssils europeu, la primera unitat de superfície del món equipada per al llançament de míssils balístics i la primera gran unitat italiana del procés de modernització de la Marina italiana, un primer pas decisiu cap a la postguerra . No obstant això, la transformació de la unitat en un vaixell museu no va tenir èxit  i el Garibaldi va ser oficialment donat de baixa el 16 de novembre de 1976. Ja parcialment desmantellat després d'haver estat desafectat, el casc va ser finalment desballestat a La Spezia a partir del setembre de 1978 per la Cantieri del Tirreno di Genova.
Les dues banderes de batalla que va rebre la unitat es conserven en dues arquetes al Sacrario delle Bandiere del Vittoriano.